# 斯闊希爾 (加利福尼亞州)
斯闊希爾（英語：Squaw Hill）是位於美國加利福尼亞州蒂黑馬縣的一個非建制地區。該地的面積和人口皆未知。

## 地理
斯闊希爾的座標為39°54′29″N 122°05′35″W / 39.90806°N 122.09306°W，而該地的平均海拔高度為2758米（即9050英尺）。